# Meghan McCarthy
Meghan McCarthy (Rhode Island, Estados Unidos) es una guionista, letrista y productora para varias series televisivas animadas y películas estadounidense, en particular My Little Pony: La Magia de la Amistad y la temporada 4 de Littlest Pet Shop. Sus créditos también incluyen Mansión Foster para Amigos Imaginarios, Clase del 3000 y Pecezuelos.
En octubre de 2010, ella fue invitada por Lauren Faust, para ser cocreadora y productora para ayudar a escribir en Hasbro para sacar la franquicia de My Little Pony nuevamente al aire. McCarthy, en un hiato, aprovechó la oportunidad para conocer la dedicación de Faust y la fuerte caracterización femenina que había presentado. En el 2011, Faust dejó la serie después de El regreso de la armonía parte 2 de la segunda temporada, y McCarthy fue promovida a coproductora ejecutiva para su 3 temporada y las siguientes temporadas; ella también ejerció como la editora de la historia de la serie. A principios de junio de 2015, Hasbro promovió McCarthy para ser la nueva  "cabeza de la narración de la historia" para sus marcas, My Little Pony y Littlest Pet Shop; el rol de ella es "expandir el universo de las series y los personajes" a través de estas marcas, según el vicepresidente ejecutivo de Hasbro, Stephan Davis.
Además, McCarthy ha escrito y ha ayudado a producir las películas spin-off de My Little Pony: Equestria Girls y sus secuelas; y My Little Pony: La Película. Ha sido nominada para un Daytime Emmy por "Canción original excepcional en una animación" por su letra en My Little Pony en el episodio "La Crema y la Nata".

## Filmografía[5]
| Años          | Animación                                                | Escritora | Coproductora ejecutiva | Letrista | Notas                                                                                           |
| ------------- | -------------------------------------------------------- | --------- | ---------------------- | -------- | ----------------------------------------------------------------------------------------------- |
| 2004-2006     | Foster's Home for Imaginary Friends                      | Sí        |                        |          | Escribió 2 episodios.                                                                           |
| 2006-2007     | Class of 3000                                            | Sí        |                        |          | También escritora del personal y escritora de la historia. Escribió 5 episodios.                |
| 2010-presente | My Little Pony: La magia de la amistad                   | Sí        | Sí                     | Sí       | También showrunner y escritora de la historia desde 2011. Escribió 35 episodios y 25 canciones. |
| 2011-2013     | Pecezuelos                                               | Sí        |                        |          | Escribió 27 episodios.                                                                          |
| 2013          | My Little Pony: Equestria Girls                          | Sí        |                        | Sí       | Escribió 3 canciones.                                                                           |
| 2014          | My Little Pony: Equestria Girls - Rainbow Rocks          | Sí        |                        | Sí       | Escribió 8 canciones.                                                                           |
| 2016          | My Little Pony: Equestria Girls - La Leyenda de Everfree |           | Sí                     |          |                                                                                                 |
| 2017          | My Little Pony: La Película                              | Sí        | Sí                     |          |                                                                                                 |